# Anne Marie Løn
Anne Marie Løn (født 12. juli 1947 i Tranebjerg på Samsø) er en dansk forfatter. Hun vandt i 2000 Boghandlernes gyldne Laurbær. Anne Marie Løn debuterede i 1977 med romanen Hvorfor hvisker I til mig? og har siden da skrevet mere end 20 romaner.
Anne Marie Løn er vokset op i en lille landsby syd for Hjørring i det nordligste Jylland som barn af en dyrlæge og med tre ældre søskende. Tidligt blev hun uddannet journalist, og hun arbejdede på en række aviser, indtil hun kunne leve af sit forfatterskab.
Opvæksten i Nordjylland mærkes tydeligt i Anne Marie Løns romaner, der ofte bygger på virkelige begivenheder og på grundig research. I sine tidlige romaner beskrev hun hvordan påvirkningen fra byerne og det moderne liv nedbrød fællesskabet på landet. Siden da har hun fortsat skrevet mest om livet på landet, men nu med større fokus på individuelle menneskeskæbner.
Anne Marie Løns ligefremme sprog kombineret med stor fortællelyst og nysgerrighed på mennesker med usædvanlige liv har gennem årene givet hende mange læsere. Romanerne Prinsesserne og Dværgenes dans er begge solgt i mere end 100.000 eksemplarer i Danmark, og er også udgivet i udlandet.
Anne Marie Løn har en sjælden øjensygdom som har gjort hende blind. Derfor har hun ikke udgivet bøger siden Sekstetten fra 2008. Hun bor i Asnæs på Vestsjælland.

## Priser og anerkendelser
- Forfatter Martin Jensen og hustru Manja Jensen Legat (1983)
- Dansk Litteraturpris for Kvinder (1995)
- Egholtprisen (1998)
- Blicherprisen (1998)
- Weekendavisens litteraturpris (1998)
- Boghandlernes Gyldne Laurbær (2001)